# Makur
Makur (o Magur) è una municipalità del Distretto Oksoritod, di Chuuk, uno degli Stati Federati di Micronesia. 
Situato nella parte settentrionale dell'atollo Namonuito, comprende l'isola Magur e l'isoletta Magererik. Ha una superficie di 0,47 km² e 161 abitanti.